# Angoche (Insel)
Angoche ist eine kleine kontinentale Insel im Gebiet der gleichnamigen Stadt Angoche des ostafrikanischen Staats Mosambik.
Die Haupteinnahmequelle bestand im Verschiffen von Sklaven, was den adeligen Schichten des Nyapakho-Klans zu Reichtum verhalf. Die Insel wurde von der Portugiesen bis 1913 nicht erobert, was auf den tapferen Widerstand des Sultans, insbesondere Ibrahim Iussuf, zurückzuführen ist.
Sein Neffe, der Befehlshaber einer 30.000 Mann starken Armee übernahm die Macht und wehrte mit Hartnäckigkeit die Portugiesen bis 1890 ab. Ab dann nahm Farlah, der letzte Sultan, den Krieg gegen die Portugiesen wieder auf, bis er in einer Schlacht im Jahre 1910 gefangen genommen und nach Ost-Timor gebracht wurde, wo er im Gefängnis starb. Die kleine Insel wird von Zyklonen heimgesucht; besonders an den Zyklon Huda wird sich noch erinnert. So ist eine dauerhafte Besiedlung nicht möglich gewesen. Angoche ist der größte Produzent von Cashew-Nüssen und Garnelen in Mosambik.